# Africa Alive!
Africa Alive!, eerder bekend als Suffolk Wildlife Park is een dierentuin in Kessingland, Suffolk, Engeland. Het is een onderdeel van de Zoological Society of East Anglia.

## Geschiedenis
Suffolk Wildlife Park werd in 1991 overgenomen door Banham Zoo met het idee om een dierentuin te creëren waar een aantal dieren uit hun dierentuin gehouden konden worden, zonder dat ze de dieren over lange afstanden hoefden te vervoeren. Bij het creëren van de dierentuin werd het thema, dieren van het Afrikaanse continent, beslist. Op 21 maart 2006 werd de naam officieel veranderd in Africa Alive!. In 2013 werd het samen met Banham Zoo een onderdeel van de Zoological Society of East Anglia.

## Dieren
Africa Alive! is een dierentuin met het thema Afrika en houdt de volgende soorten:

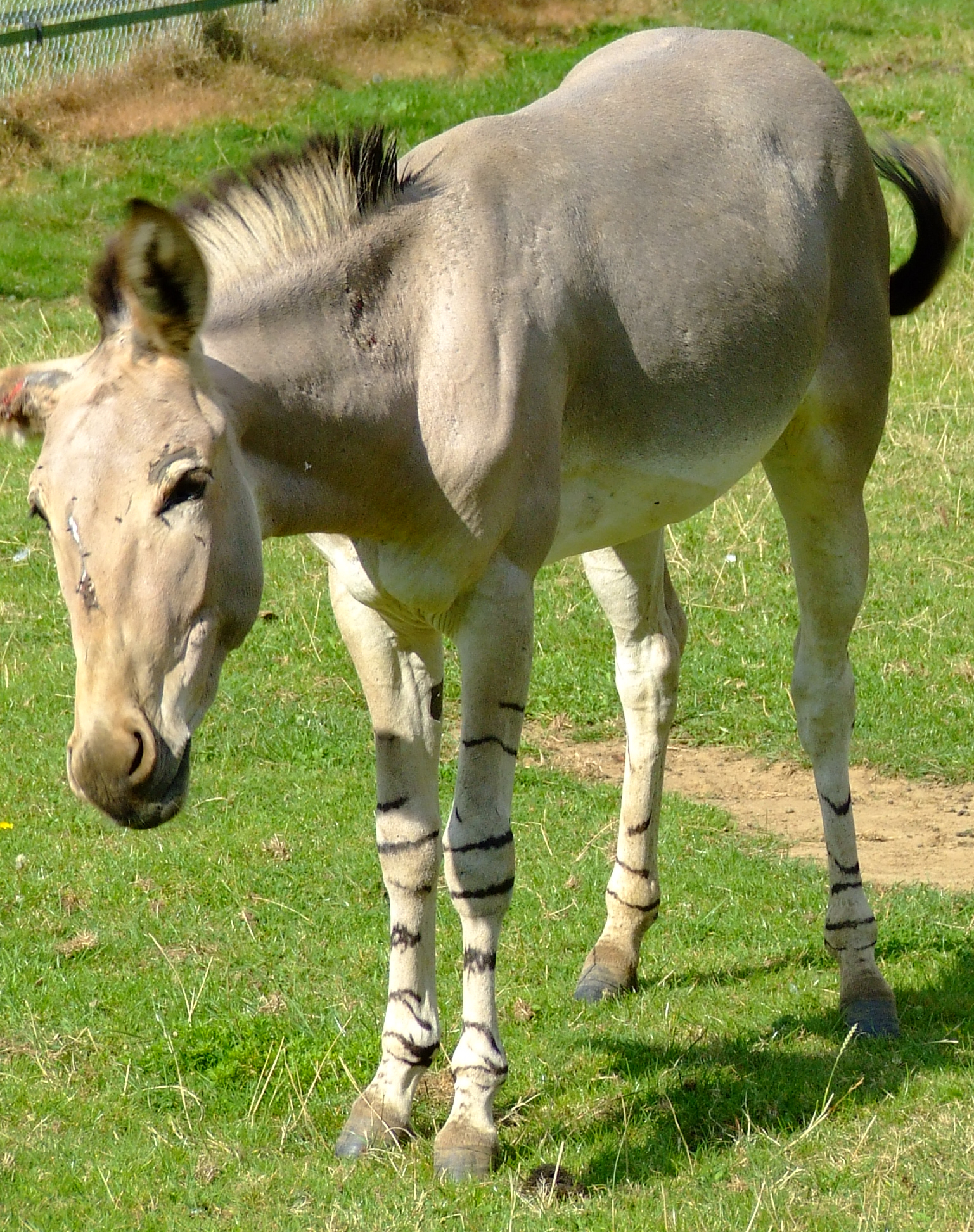
Somalische wilde ezel

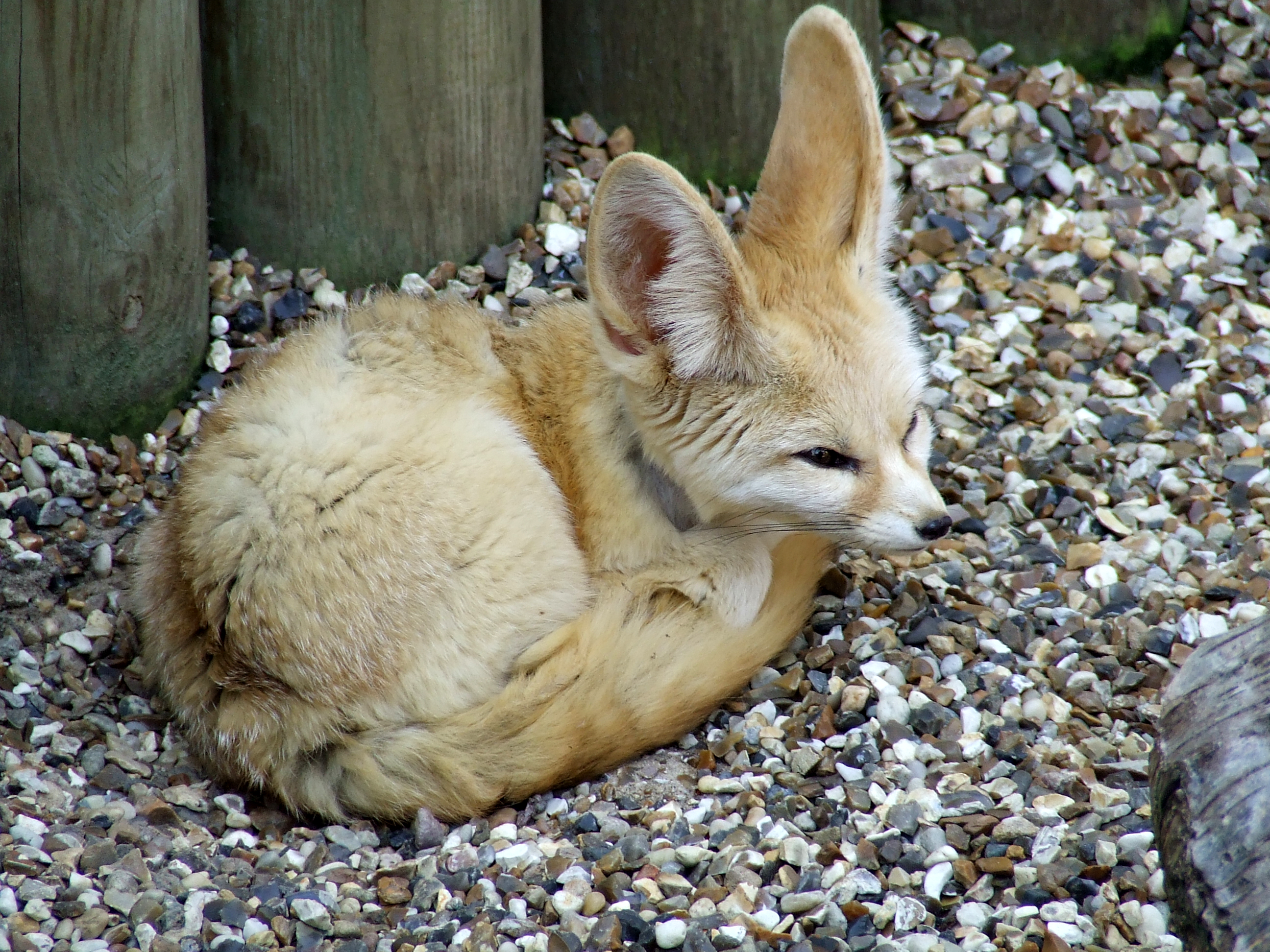
Fennek

### Zoogdieren

#### Evenhoevigen
- Addax
- Bergbongo
- Blesbok
- Bosbuffel
- Kameroenschaap
- Kafuelechwe
- Manenschaap
- Nijlantilope
- Nyala
- Sitatoenga
- Somalischaap
- Somalische giraffe
- Waterbuffel
- Watusirund
- West-Afrikaanse dwerggeit

#### Knaagdieren
- Acomys cilicicus
- Afrikaans kwaststaartstekelvarken
- Gewoon stekelvarken
- Huiscavia
- Madagaskarreuzenrat
- Thallomys paedulcus
- Zebragrasmuis

#### Onevenhoevigen
- Chapmanzebra
- Somalische wilde ezel
- Zuidelijke witte neushoorn

#### Primaten
- Blauwoogmaki
- Chimpansee
- Dril
- Kroonmaki
- Mongozmaki
- Moormaki
- Ringstaartmaki
- Roodbuikmaki
- Senegalgalago
- Vari
- Vervet
- West-Afrikaanse franjeaap

#### Roofdieren
- Afrikaanse leeuw
- Afrikaanse wilde hond
- Cheeta
- Fennek
- Fretkat
- Gestreepte hyena
- Grootoorvos
- Kleinklauwotter
- Serval
- Stokstaartje
- Vosmangoest

#### Overige zoogdieren
- Aardvarken
- Kaapse klipdas
- Konijn
- Palmvleerhond

### Vogels

#### OoievaarachtigenenKraanvogelachtigen
- Grijze kroonkraanvogel
- Jufferkraanvogel
- Ooievaar
- Zwarte kroonkraanvogel

#### Papegaaiachtigen
- Congolese grijze roodstaartpapegaai
- Grote vasa-papegaai
- Zwartmaskeragapornis

#### UilenenRoofvogels
- Aasgier
- Afrikaanse kerkuil (Tyto alba affinis)
- Zuidelijke witwangdwergooruil
- Keniaanse oehoe (Bubo capensis mackinderi)
- Verreaux' oehoe

#### Overige vogels
- Blauwvleugelgans
- Driekleurige glansspreeuw
- Flamingo
- Hamerkop
- Heilige ibis
- Helmparelhoen
- Rosse fluiteend
- Struisvogel

### Reptielen
- Afrikaanse doornstaartagame
- Koningspython
- Keizerschorpioen
- Moorse landschildpad
- Pantergekko
- Panterschildpad
- Soedanese schildhagedis
- Spleetschildpad

### Ongewervelden
- Archachatina marginata
- Chileense vogelspin
- Epibolus pulchripes
- Grote agaatslak
- Sissende kakkerlak